# نهر نيدا
النيدا هو رافد من روافد نهر الماين في ولاية هيسن. وينبع من فوجيلسبيرج على سلسلة جبال توفشتاين بالقرب من بلدة شوتين، ويتدفق عبر سد Niddastausee وبلدات نيدا و نيداتال وكاربن (كاربن) وباد فيلبل (باد يفلبيل) بلدات في ألمانيا. وفي Harheim (هارهيم) تصل إلى منطقة مدينة فرانكفورت أم ماين وبعد 90 km يدخل الماين في حي Höchst في فرانكفورت.
وفي عشرينيات وستينيات القرن الماضي، تم تنظيم تدفق نهر الندا للحد من مخاطر الفيضانات . وقد تحولت التعرجات العديدة الأصلية جداول، بينما تم تقويم مجرى النهر وجعله أعمق. منذ عام 1993، قد تمت استعادة النيدا جزئيًا إلى حالتها الطبيعية ومسار دراجات تم بناؤه على طول النهر.

## الروافد
الأنهار التالية هي روافد لنهر نيدا (من المصدر إلى المصب):
- من الجانب الأيسر: ميشيلباخ، لانشباخ، ايشيلباخ، هوهنشتاينرباخ، لايسباخ، ويرباخ، سيلزنباخ، نيدر، إديلباخ
- من الجانب الأيمن: جراسويسنباخ، هوهلباخ، جيرباخ، الجبهة، سالزباخ، هولرغرابين، هورلوف، في ويتير، روسباخ، جيرينوقاربن، إرلينباخ، إيشباخ، كالباخ، أورسيلباخ، شتاينباخ، فيسترباخو في سولزباخ.

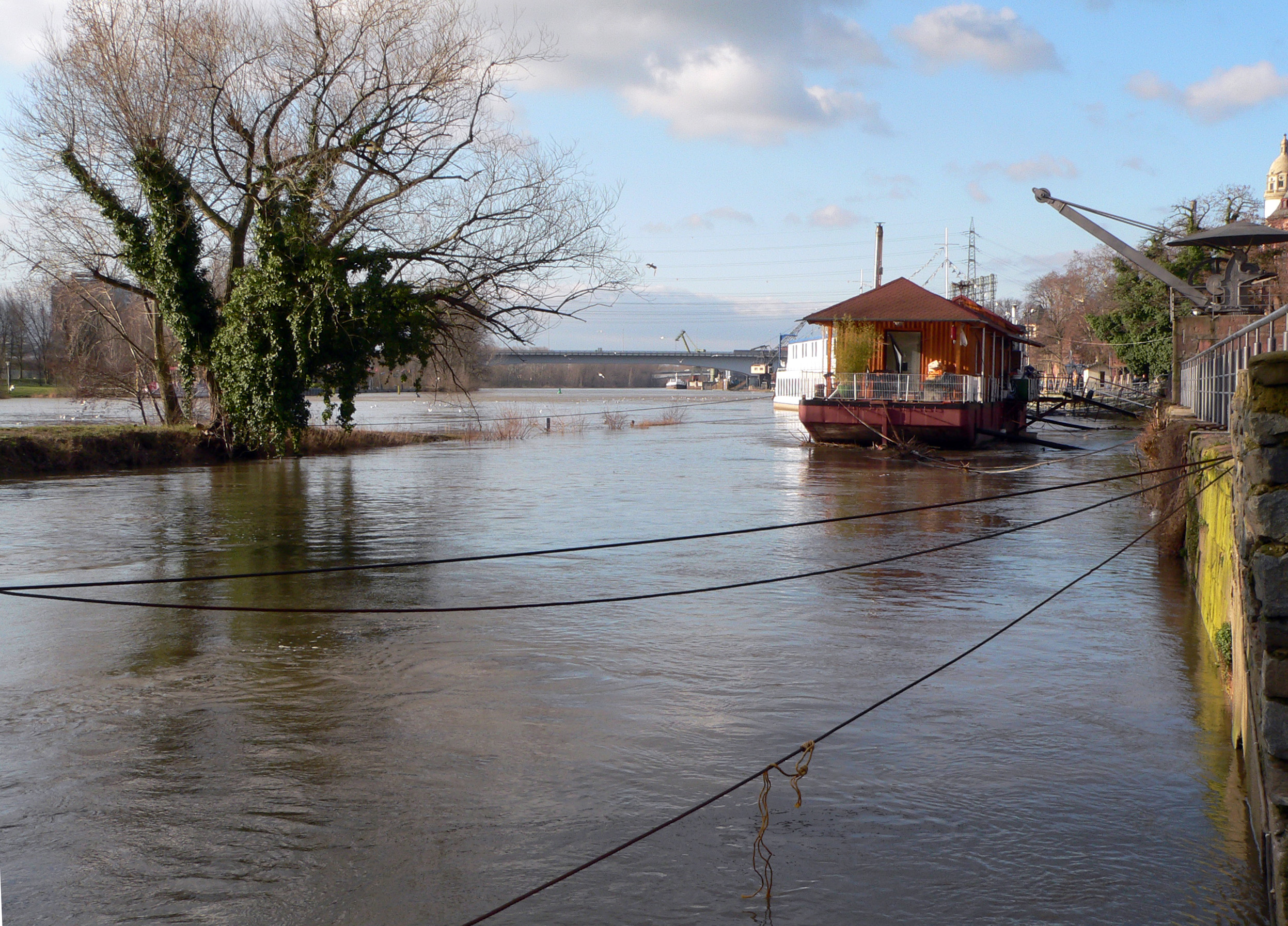
مصب نيدا "Wörthspitze" مع المراكب
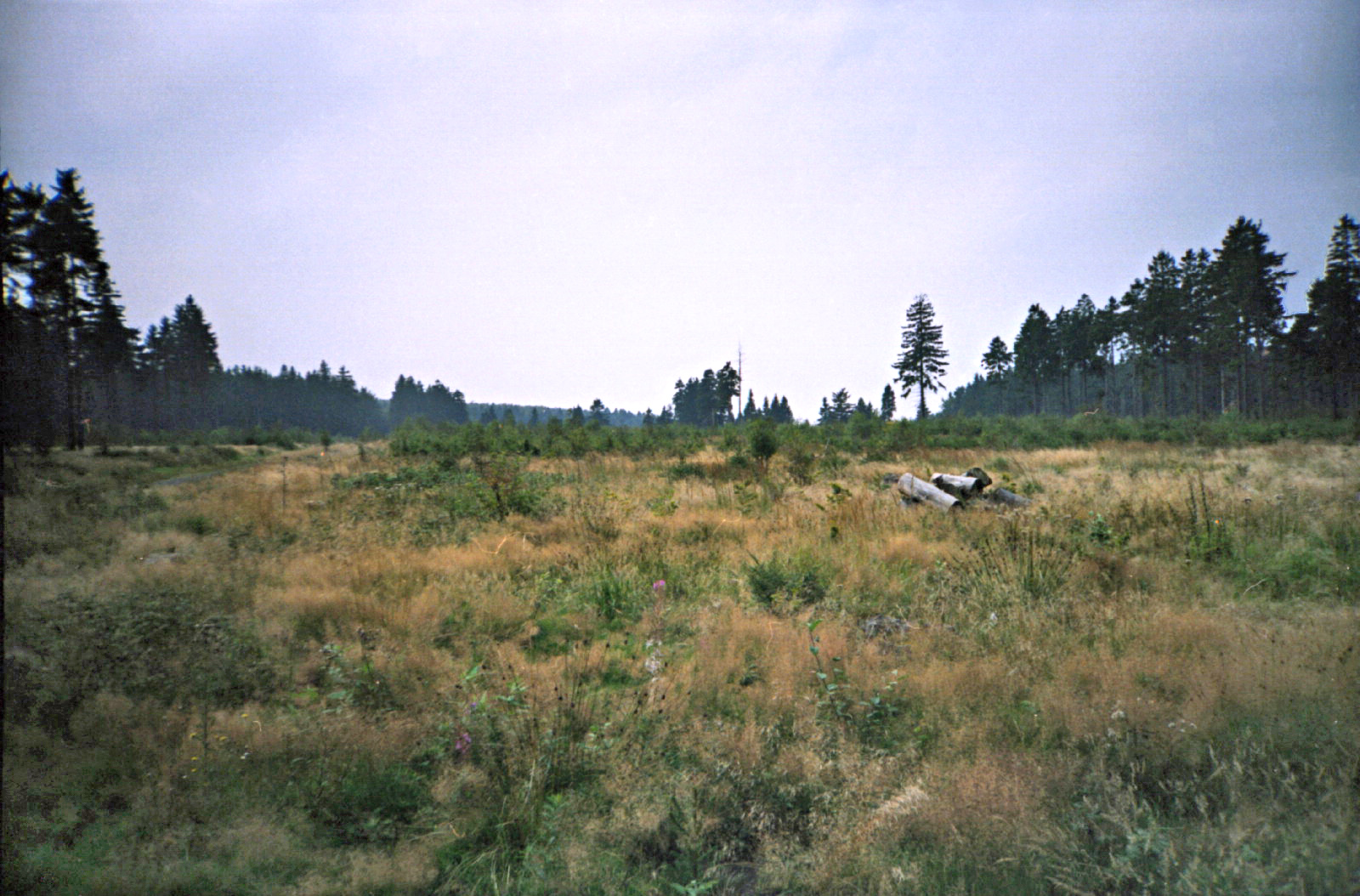
المنطقة المحيطة بمصدر الندة
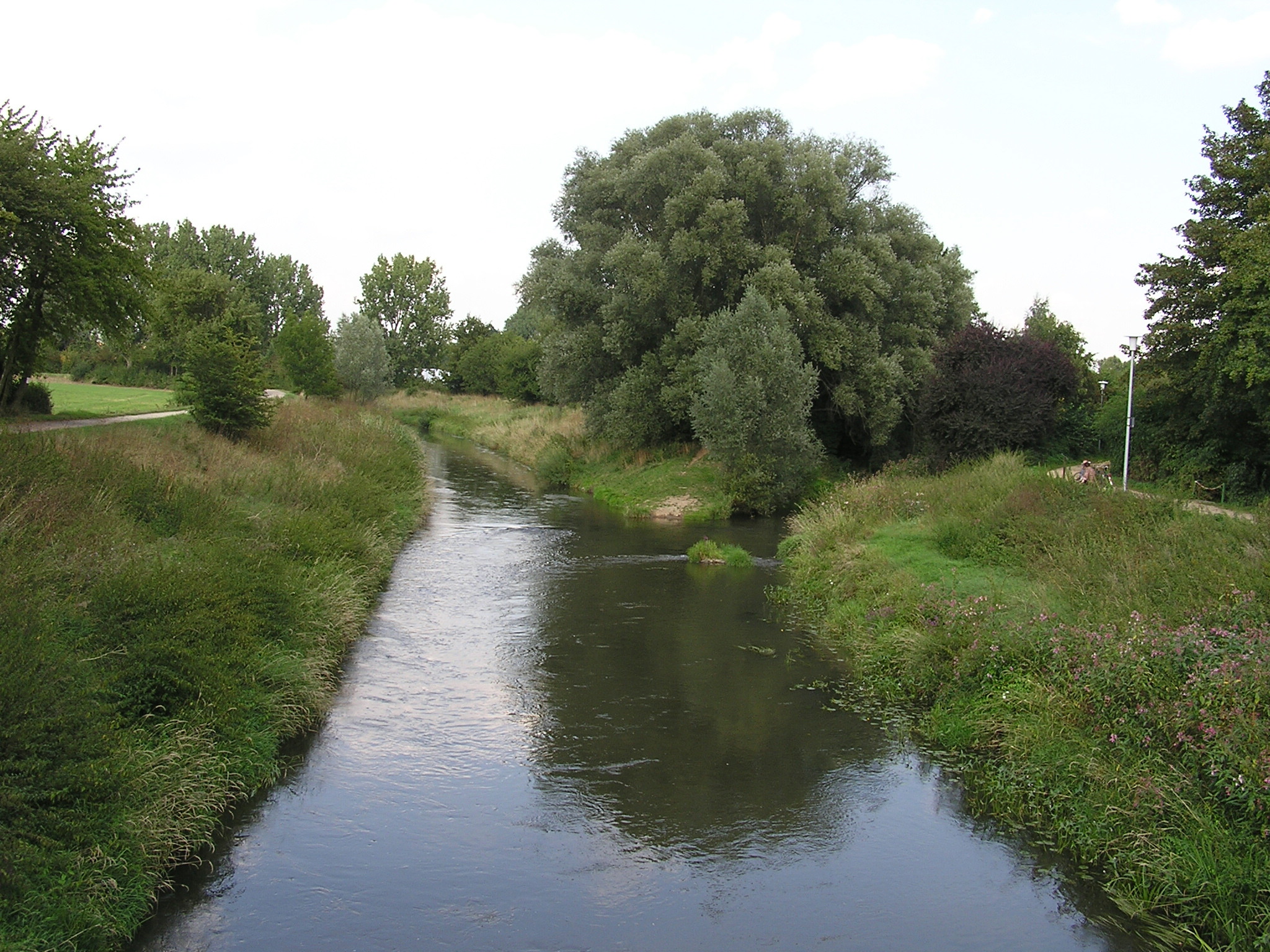
مصب الرافد نيدر